# 許延壽
许延寿（?—前53年），字翁孫，昌邑（今山东巨野东南）人，西汉政治人物。
許廣漢三弟，是漢宣帝许皇后的叔父。宣帝即位後，任侍中光禄大夫。元康二年（前64年）封乐成侯。神爵元年（前61年），任强弩将军，與破羌将军辛武賢、趙充國伐西羌，大胜之。后任大司马车骑将军辅政。甘露元年（前53年）二月二十一日（丁巳）卒。有子許嘉，被皇帝過繼給許廣漢，繼承其爵位。